# Deutscher Impressionismus (Malerei)
Die Malerei des deutschen Impressionismus (auch: Deutscher Impressionismus) entstand als Reaktion zur staatlich geförderten akademischen Malerei gegen Ende des 19. Jahrhunderts. Es handelt sich um die erste moderne Kunstströmung in Deutschland, hatte ihre Blüte von der Jahrhundertwende bis zum Ersten Weltkrieg und wurde dann vom Expressionismus abgelöst.

## Geschichte
Als Ursprungsort des deutschen Impressionismus gilt München, das neben Düsseldorf eine der beiden führenden Kunstakademien Deutschlands beherbergte. Im Fall der Akademien in Karlsruhe und Stuttgart spricht man vom „Schwäbischen Impressionismus“, mit Vertretern wie Hermann Pleuer, Otto Reiniger und Gustav Schönleber, wobei letzterer auch als Vorläufer betrachtet wird.
Die Deutsch-Französischen Beziehungen befanden sich auf einem Tiefpunkt, sodass es kaum zu einem künstlerischen Austausch mit dem Nachbarland kam. Deutschen Künstlern wurde in Paris das Ausstellen verweigert, und umgekehrt führte das Ausstellen französischer Impressionisten zu Protesten, weniger der Malweise wegen als vielmehr aus nationalistischen Gründen. Einzig Gustave Courbet lebte einige Zeit im liberalen Frankfurt, auf Einladung des dortigen Kunstvereins. 1893 wurden erstmals in Deutschland Werke aus Frankreich auf der Münchener Ausstellung gezeigt. Aber auch das nahmen die deutschen Impressionisten nicht zum Anlass, das Geschehen in Frankreich als Vorbild zu nehmen. Chronologisch fällt der deutsche Impressionismus auf den französischen Spätimpressionismus.
Vorläufer und Vorbilder des deutschen Impressionismus sind Maler wie Wilhelm Leibl, Franz von Lenbach und Hans Thoma und der Naturalismus. Die Jahrhundertausstellung deutscher Kunst zeigte 1906 zwar vornehmlich Kunst des 19. Jahrhunderts, die Auswahl jedoch wurde von den Vorlieben der Impressionisten geprägt. Seit 1900 hatte sich Eugen Bracht dem Impressionismus zugewandt, diese neue Orientierung eines berühmten Malers wurde vom Publikum gefeiert, von der offiziellen Kulturpolitik jedoch gerügt. Bracht reagierte umgehend mit der Ablehnung eines lukrativen öffentlichen Auftrags. In Frankfurt wurde der Frankfurt-Cronberger-Künstler-Bund gegründet, der sich von den akademischen Künstlern abgrenzte.
In Stuttgart bildete sich der Hölzel-Kreis, aber erst mit dem Umzug einiger Protagonisten des Impressionismus nach Berlin festigte sich die Bewegung. In Berlin lockten zu jener Zeit große Galerien wie Eduard Schulte, Fritz Gurlitt und Paul Cassirer, die künstlerischen Gruppen wie Vereinigung der XI und Freie Vereinigung der XXIV stellten dort aus.
Neben den aufgeführten Malern gab es in Württemberg auch Malerinnen. Sie hatten meist in den sogenannten „Damenklassen“ an der Akademie der Bildenden Künste Stuttgart bei Adolf Hölzel oder Christian Landenberger studiert. Viele waren im 1893 gegründeten Württembergischen Malerinnen-Verein organisiert, einem der ältesten in Deutschland. Einige lebten sogar in dem von Verein unterhaltenen Malerinnenhaus in Stuttgart. Mitglieder waren u. a. Maria Caspar-Filser (1878–1968), Luise Deicher (1891–1973) und Helene Wagner (1878–1956).
In den 1930er Jahren war der Impressionismus Geschichte und viele seiner Protagonisten bereits verstorben. Dies hinderte die Nationalsozialisten nicht, diese Kunstrichtung als „entartet“ zu brandmarken, einige Werke fanden sich auch in der Ausstellung „Entartete Kunst“. Allein vom 1925 verstorbenen Lovis Corinth wurden 295 Kunstwerke beschlagnahmt.

## Stilistische Merkmale und Protagonisten

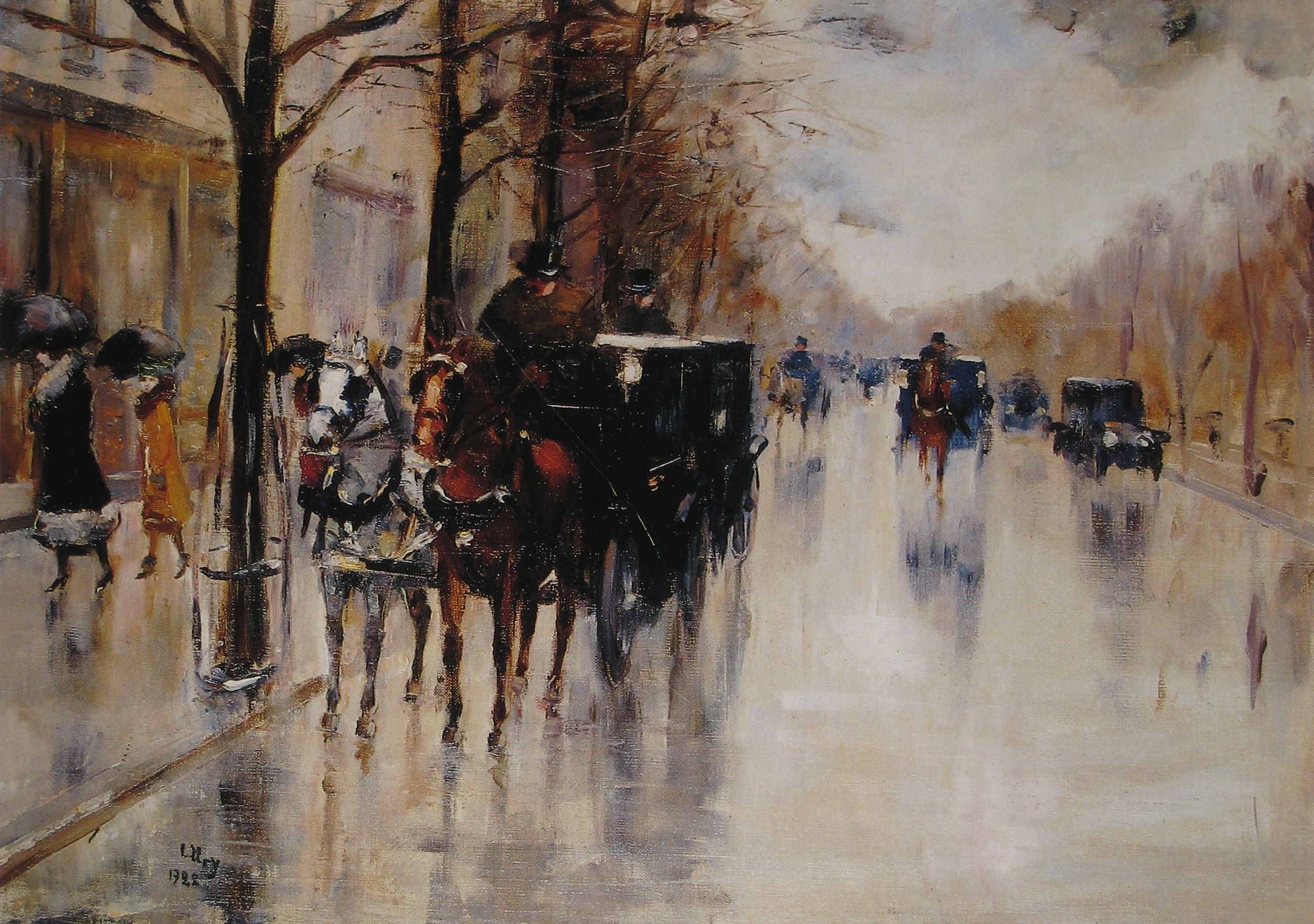
Lesser Ury: Unter den Linden, 1922

Andere Lichtverhältnisse und Maltraditionen geben dem deutschen Impressionismus einen anderen Charakter, der sich durch mildere Farben und eine stärkere zeichnerische Präzision auszeichnet. Beispielsweise treten an Stelle sonnendurchfluteter Himmel bewölkte.
Der deutsche Impressionismus entwickelt sich innerhalb weniger Jahre  aus dem Naturalismus durch „eine allmähliche Verfeinerung derselben stilistischen Mittel, und zwar nach der Seite des Sensualistischen hin, wodurch alle ideellen Faktoren [...] hinfällig werden“ und man sich stattdessen auf den Seheindruck beschränkt. So werde Max Liebermann durch die „Auflockerung seiner malerischen Technik und eine Vorliebe für lichtdurchrieselte Blätterdächer langsam zum Impressionisten [...], ohne dabei seine naturalistischen Errungenschaften aufzugeben.“ Das wirke bei unimpressionistischen Themen oft aufgesetzt. Anders als in Frankreich entstehen „Mischprodukte“, denen es an Strahlkraft fehlt.
Die Farben sind durch das Beimischen von Grau- und Brauntönen gedämpft, eine knallig bunte Farbgebung wird geächtet. Max Liebermann bezeichnet die Natur als „einfach und grau“, das Werk von August von Brandis wird wie folgt beschrieben: „geht das Licht in Werken von Brandis von einem Fleck aus, und strahlt auf Gegenstände im Interieur, dabei wird die Wirkung gemildert, durch die Auflösung in die Spektralfarben“.
Anders als im Naturalismus aber auch im französischen Impressionismus tritt das subjektive Empfinden des Malers in den Vordergrund: „nicht die Wirklichkeit selbst, die sich im Bild widerspiegelt, sondern der Mensch, welcher das Bild gemacht hat“, so notiert Corinth in seinem Lehrbuch.

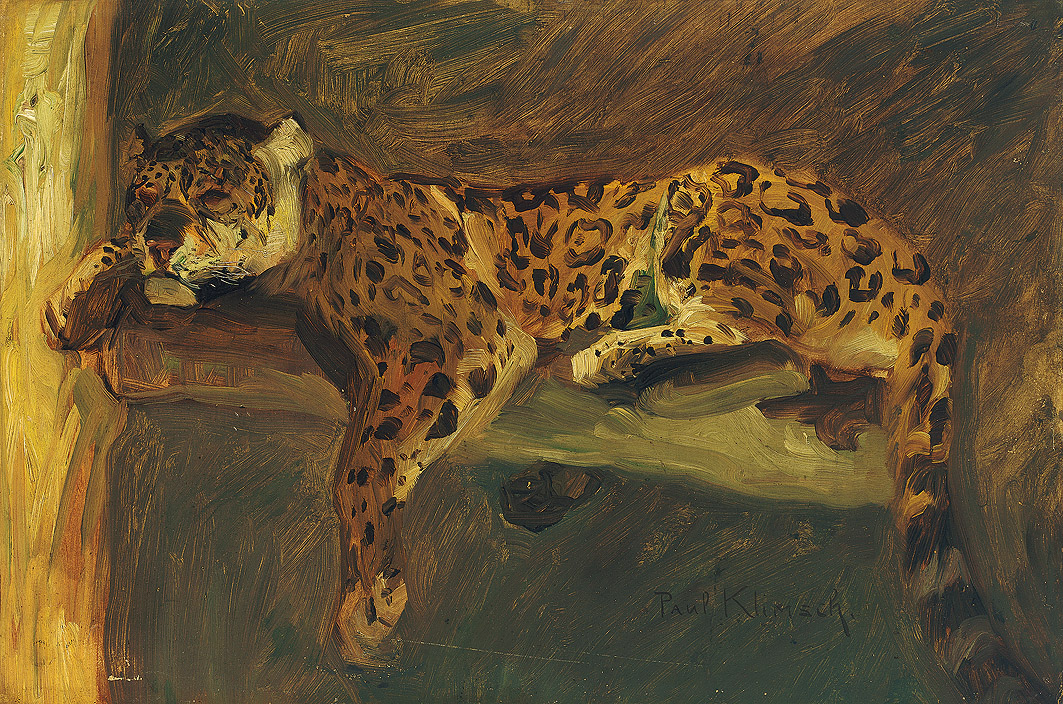
Paul Klimsch: Schlafender Jaguar

1912 charakterisierte die Kunst und Künstler die Maler des deutschen Impressionismus wie folgt: „Der neue Malstil, klug begriffen und angewandt von Malern, die intelligente Bürger der Großstadt sind und nichts anderes sein wollen. Dieser Gruppe gehören Konrad von Kardorff, Ernst Oppler, Fritz Rhein, E. Gabler und mit einer mehr altbürgerlichen Note Ulrich und Heinrich Hübner.“ Künstliches Licht im Leben der Großstadt und die Technik spielen eine größere Rolle, beispielsweise bei Lesser Ury, Franz Skarbina und Max Schlichting. Paul Klimsch, Heinrich von Zügel und Max Slevogt bereicherten den Impressionismus um die Tiermalerei.
Zu den bedeutenden Interieurmalern des deutschen Impressionismus gehörte August von Brandis, der historische Innenarchitektur malerisch dokumentierte. An die Stelle royalen Glanzes trat das private Leben; die bürgerliche Wohnidylle mit Garten- und Studierzimmer, ja selbst die intime Morgentoilette und der Toilettentisch wurden zu bevorzugten Themen der Künstler., schreibt Jutta Hülsewig-Johnen.

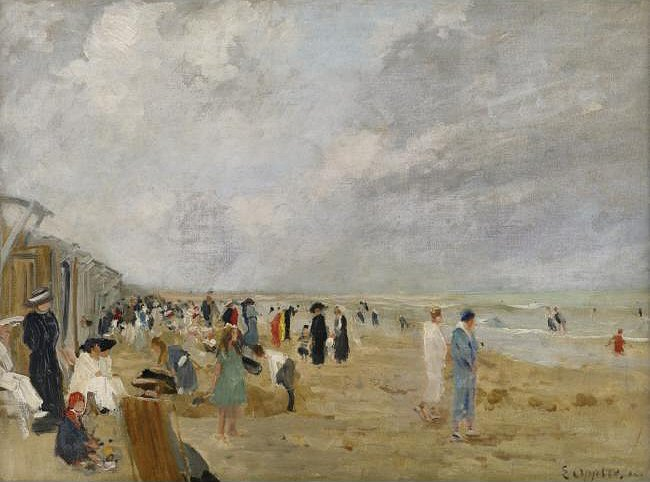
Ernst Oppler: Am Strand von Dieppe, um 1910–12

Die Maler des deutschen Impressionismus wie Paul Baum, Lovis Corinth, Max Liebermann und Ernst Oppler entdeckten weniger die Landschaften Frankreichs als Motiv für sich, als vielmehr die sommerlichen Küsten und Städte der Niederlande. Hier zählten die Vertreter der Haager Schule und Maler wie Jozef Israëls und Johan Barthold Jongkind zu den künstlerischen Vorbildern.
Abgelehnt wurde die Malerei von etablierten Malern des Historismus wie Adolph von Menzel und Anton von Werner, dies zeigte sich auch lange Zeit in der Ankaufspolitik der Museen und Ausstellungen. Nach der Berufung von Lovis Corinth um die Jahrhundertwende zum Professor und Max Liebermann zum Leiter der Preußischen Akademie der Künste 1920 etablierte sich der Impressionismus als Kunst des Großbürgertums.
Als traumatisches Erlebnis kann der Erste Weltkrieg gelten, so ist die späte Malerei von Carl Geist durch eine Traumatisierung geprägt. Während des Kriegs bildete sich in Berlin ein Stammtisch der Secession in einer kleinen Bierkneipe am Wittenbergplatz, der von Oppler, Corinth und Eugen Spiro besucht wurde.
In der Weimarer Republik endete der deutsche Impressionismus und wurde durch den Expressionismus und die Neue Sachlichkeit abgelöst. Max Liebermann und Ernst Oppler lehnten den Expressionismus ab und distanzierten sich durch Rückzug aus der Secession. Das Werk Max Beckmanns hingegen lässt sich beiden Stilrichtungen zuordnen. Der Österreicher Oskar Kokoschka wandte sich vom Impressionismus dem Expressionismus zu.
Bis zum Ende trug der deutsche Impressionismus biedermeierliche Züge, beispielsweise bei Paul Eduard Crodel.